# Paolo Meneguzzi
Paolo Meneguzzi (6 de dezembro de 1976) é um cantor suíço vencedor do Festival Internacional da Canção de Viña del Mar e representante de seu país no Festival Eurovisão da Canção 2008.